# Episodi di Mi benedica padre (prima stagione)
La prima stagione della sitcom Mi benedica padre è andata in onda in Gran Bretagna dal 24 settembre 1978 al 5 novembre dello stesso anno su Independent Television.
| nº | Titolo originale       | Titolo italiano | Prima TV USA      | Prima TV Italia |
| -- | ---------------------- | --------------- | ----------------- | --------------- |
| 1  | Baptism of Fire        |                 | 24 settembre 1978 |                 |
| 2  | The Bell of St Jude's  |                 | 1º ottobre 1978   |                 |
| 3  | The Parish Bazaar      |                 | 8 ottobre 1978    |                 |
| 4  | The Doomsday Cheer     |                 | 15 ottobre 1978   |                 |
| 5  | Father and Mother      |                 | 22 ottobre 1978   |                 |
| 6  | The Tennis Match       |                 | 29 ottobre 1978   |                 |
| 7  | The Seal of Confession |                 | 5 novembre 1978   |                 |